# Palythoa howesii
Palythoa howesii är en korallart som beskrevs av Alfred Cort Haddon och Shackleton 1891. Palythoa howesii ingår i släktet Palythoa och familjen Zoanthidae. Inga underarter finns listade i Catalogue of Life.